# Puchar Europy Mistrzów Klubowych w piłce siatkowej (1965/1966)
Puchar Europy Mistrzów Krajowych 1965/1966 - 7. sezon Pucharu Europy Mistrzów Krajowych rozgrywanego od 1959 roku, organizowanego przez Europejską Konfederację Piłki Siatkowej (CEV) w ramach europejskich pucharów dla męskich klubowych zespołów siatkarskich "starego kontynentu".

## Drużyny uczestniczące
| Państwo        | Drużyna             |
| -------------- | ------------------- |
| Belgia         | Brabo VK Antwerpen  |
| Bułgaria       | Minyor Pernik       |
| Czechosłowacja | Dukla Kolin         |
| Finlandia      | Kale Käpylän        |
| Francja        | Asnières Paryż      |
| Holandia       | Blokkeer Rijswijk   |
| Izrael         | Hapoel Ha-Mapil     |
| Jugosławia     | Mladost Zagrzeb     |
| Maroko         | CC Casablanca       |
| Polska         | AZS-AWF Warszawa    |
| Portugalia     | SC Espinho          |
| RFN            | USC Münster         |
| Rumunia        | Dinamo Bukareszt    |
| Rumunia        | Rapid Bukareszt     |
| Szwajcaria     | Servette Genewa     |
| Turcja         | Galatasaray Stambuł |
| Włochy         | Ruini Florencja     |
| ZSRR           | CSKA Moskwa         |

## Runda wstępna
| Data | Drużyna 1           | Wynik | Drużyna 2           | Sety                    |
| ---- | ------------------- | ----- | ------------------- | ----------------------- |
|      | Mladost Zagrzeb     |       | Firenzze            |                         |
|      | Firenzze            |       | Mladost Zagrzeb     |                         |
|      |                     |       |                     |                         |
|      | Ha-Mapil            |       | Galatasaray Stambuł |                         |
|      | Galatasaray Stambuł |       | Ha-Mapil            |                         |
|      |                     |       |                     |                         |
|      | Kale Käpylän        | 1:3   | AZS-AWF Warszawa    | 4:15, 4:15, 15:11, 9:15 |
|      | AZS-AWF Warszawa    | 3:1   | Kale Käpylän        | 15:6, 15:1, 6:15, 15:6  |

## Faza finałowa

### Runda 1/8
| Data | Drużyna 1           | Wynik | Drużyna 2           | Sety      |
| ---- | ------------------- | ----- | ------------------- | --------- |
|      | Servette Genewa     | 0:3   | Dinamo Bukareszt    |           |
|      | Dinamo Bukareszt    | 3:0   | Servette Genewa     |           |
|      |                     |       |                     |           |
|      | Minyor Pernik       | 3:2   | Asniers Paryż       |           |
|      | Asniers Paryż       | 3:2   | Minyor Pernik       |           |
|      |                     |       |                     |           |
|      | Dukla Kolin         |       | SC Espinho          |           |
|      | SC Espinho          |       | Dukla Kolin         |           |
|      |                     |       |                     |           |
|      | Blokkeer Rijswijk   | 3:!   | Brabo VK Antwerpen  |           |
|      | Brabo VK Antwerpen  |       | Blokkeer Rijswijk   |           |
|      |                     |       |                     |           |
|      | Rapid Bukareszt     |       |                     | wolny los |
|      |                     |       |                     |           |
|      | Mladost Zagrzeb     | 3:1   | Galatasaray Stambuł |           |
|      | Galatasaray Stambuł |       | Mladost Zagrzeb     |           |
|      |                     |       |                     |           |
|      | CC Casablanca       | 0:3   | CSKA Moskwa         |           |
|      | CSKA Moskwa         | 3:0   | CC Casablanca       |           |
|      |                     |       |                     |           |
|      | Munster             | 0:3   | AZS-AWF Warszawa    |           |
|      | AZS-AWF Warszawa    |       | Munster             |           |

### Ćwierćfinał
| Data | Drużyna 1                             | Wynik | Drużyna 2                            | Sety |
| ---- | ------------------------------------- | ----- | ------------------------------------ | ---- |
|      | Minyor Pernik                         | 3:1   | Dinamo Bukareszt                     |      |
|      | Dinamo Bukareszt                      | 3:0   | Minyor Pernik                        |      |
|      |                                       |       |                                      |      |
|      | Dukla Kolin                           | 3:1   | Blokkeer Rijswijk                    |      |
|      | Blokkeer Rijswijk                     | 2:3   | Dukla Kolin                          |      |
|      |                                       |       |                                      |      |
|      | Rapid Bukareszt                       |       | Mladost Zagrzeb/ Galatasaray Stambuł |      |
|      | Mladost Zagrzeb / Galatasaray Stambuł |       | Rapid Bukareszt                      |      |
|      |                                       |       |                                      |      |
|      | CSKA Moskwa                           | 3:0   | AZS-AWF Warszawa                     |      |
|      | AZS-AWF Warszawa                      |       | CSKA Moskwa                          |      |

### Półfinał
| Data | Drużyna 1        | Wynik | Drużyna 2        | Sety |
| ---- | ---------------- | ----- | ---------------- | ---- |
|      | Dinamo Bukareszt |       | Dukla Kolin      |      |
|      | Dukla Kolin      |       | Dinamo Bukareszt |      |
|      |                  |       |                  |      |
|      | Rapid Bukareszt  |       | CSKA Moskwa      |      |
|      | CSKA Moskwa      |       | Rapid Bukareszt  |      |

### Finał
| Data  | Drużyna 1        | Wynik | Drużyna 2        | Sety |
| ----- | ---------------- | ----- | ---------------- | ---- |
| 15.05 | Dinamo Bukareszt | 3:1   | Rapid Bukareszt  |      |
| 22.05 | Rapid Bukareszt  | 2:3   | Dinamo Bukareszt |      |

## Klasyfikacja końcowa
| Miejsce | Drużyna          |
| ------- | ---------------- |
| złoto   | Dinamo Bukareszt |
| srebro  | Rapid Bukareszt  |
| 3-4.    | CSKA Moskwa      |
| 3-4.    | Dukla Kolin      |